# Unterankenreute
Unterankenreute ist ein Ortsteil der baden-württembergischen Gemeinde Schlier im Landkreis Ravensburg.

## Geschichte
Der Ort wurde erstmals im 12. Jahrhundert als Wohnplatz mit dem Namen Anckinruti erwähnt. 1275 wird Unterankenreute mit dem Namen Nideren Anchenruti bzw. Nidernanchenruti und der Nachbarort Oberankenreute Oberanchenruti genannt. Zur damaligen Zeit gehörte der Ort den Herren von Ankenreute, welche Anfang des 13. Jahrhunderts nach Ravensburg übersiedelten. 1351 ging der Ort von den Truchsessen an das Kloster Weingarten. Nach der Säkularisation 1796 wurde die heutige Gemeinde Schlier gebildet und der Ort gehörte fortan zu dieser.

## Religionen
Die katholische Bevölkerung gehörte bis 1822 zur Pfarrei Weingarten und ist seither zur Pfarrei St. Martin in Schlier. 1892 erhielt Unterankenreute eine eigene römisch-katholische Kapelle, welche dem Augustinus geweiht war. Im Jahr 1924 erhielt das Kapellengebäude einen deutlich größeren Anbau, da die Kapelle auf Grund der wachsenden Bevölkerung zu klein geworden war. 1955 wurde der Grundstein zu einem Kirchenneubau gelegt, der 1956 bereits abgeschlossen werden konnte und die bisherige Kapelle ersetzte. 1956 wurde diese auf Mariä Himmelfahrt geweiht. 1957 erfolgte die Fertigstellung des Kirchturms. Im Sommer 1983 wurde die Kirche bei einem schweren Brand fast komplett zerstört. Im Frühjahr 1984 begannen die Arbeiten am Neubau und 1985 fand die Einweihung des heutigen Gotteshauses statt.
Evangelische Bewohner gehören zur Evangelischen Kirchengemeinde Weingarten.

## Kultur und Sehenswürdigkeiten

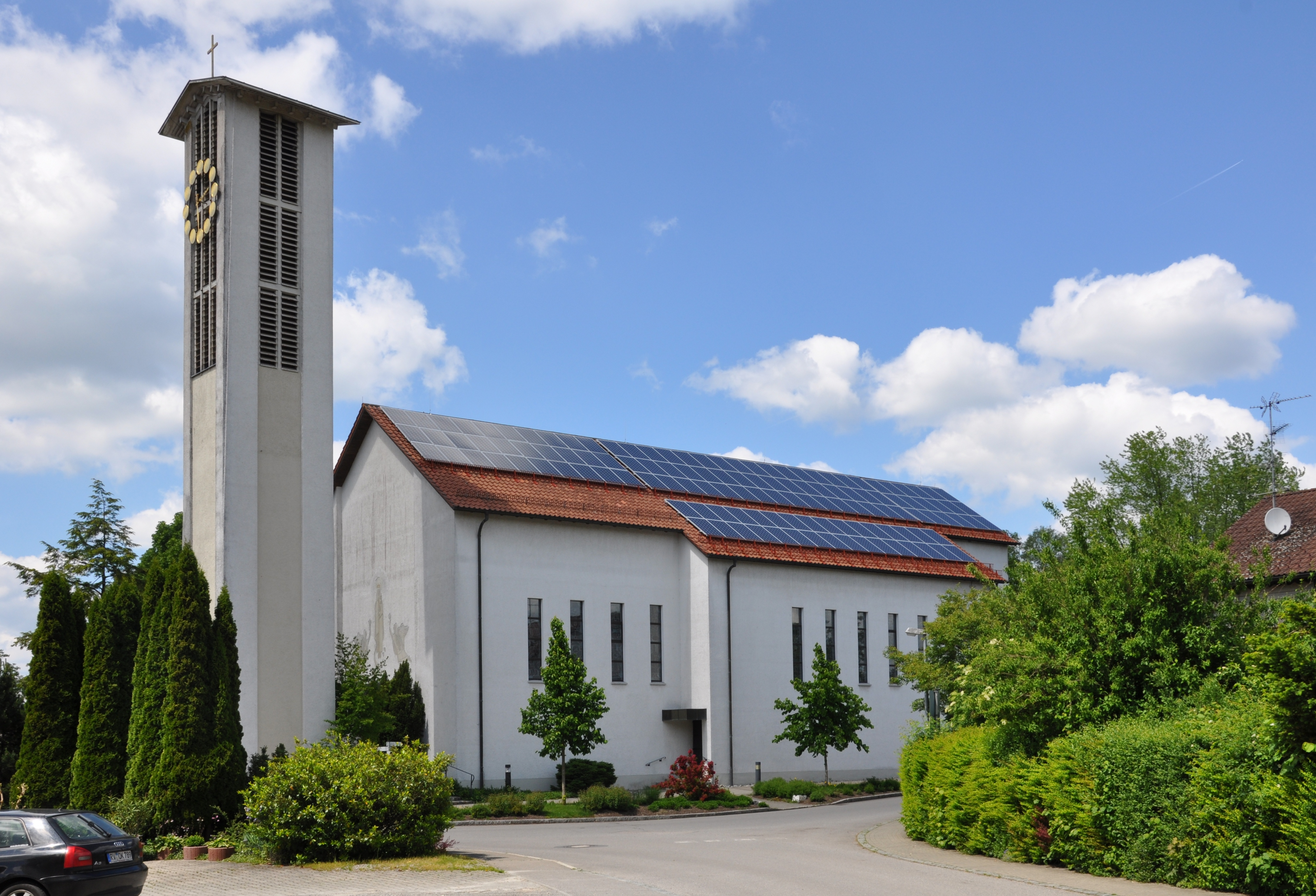
Heutige katholische Pfarrkirche in Unterankenreute

- Katholische Pfarrkirche Mariä Himmelfahrt
- Altes Forsthaus: Der Tuffsteinbau war bis 1980 Dienstsitz und Wohnung des Försters des Staatsforst[6]
- Alte Schule: 1845 aus Tuffstein gebautes Gebäude, in dem bis 1971 Räume für zwei Schulklassen und eine Lehrerwohnung untergebracht war. 2003/04 erfolgte der Umbau zum Dorfgemeinschaftshaus, in dem die Bücherei und ein Saal platz fand.[7]

## Wirtschaft und Infrastruktur

### Verkehr
Der Ort liegt an L 317 zwischen Weingarten und Wolfegg und ist über die L 326 mit Waldburg verbunden. Er ist mit Buslinien unter anderen mit Ravensburg/Weingarten und Wolfegg verbunden.

### Bildung
In Unterankenreute gibt es einen römisch-katholischen Kindergarten und eine Grundschule.

## Söhne und Töchter des Ortes
- Karl Pellens (1934–2003), Historiker
- Bruno Schmid (1944–2024), Theologe und Hochschullehrer
- Gottlieb Marktanner-Turneretscher (1858–1920), Naturwissenschaftler und Photograph